# Вбивця 9 лютого
«Вбивця 9 лютого» (англ. «February 9 Killer», справжнє ім'я: Хуан Антоніо Арреола Мурільйо, англ. Juan Antonio Arreola Murillo) — американський серійний вбивця, який скоїв три вбивства на території штату Юта і його передмість. Усі жертви мешкали в окрузі Солт-Лейк. Вбивства були скоєні 9 лютого 2006 року та 9 лютого 2008 року. Через загальну дату злочинів убивця отримав своє прізвисько.

## Злочини
Першою жертвою стала 29-річна вагітна Соня Мехія (Sonia Mejia) з Тейлорсвілла. 9 лютого 2006 року вона була зґвалтована та задушена дротом у власній квартирі. Її ненароджена дитина також загинула. Зникли автомобіль, два персні та кулон жертви. Через чотири дні в сусідньому місті Мюррей, Юта (англ. Murray, Utah) був виявлений Ford Escort, що належав Мехії.
Рівно через два роки, 9 лютого 2008 року, у своїй квартирі у Вест-Веллі-Сіті було вбито 57-річну Даміану Кастільо Рамірес (ісп. Damiana Castillo Ramirez). Так само, як і перша жертва, вона була задушена. Рамірес сама впустила вбивцю, оскільки поліція не виявила слідів злому.

## Жертви
- Соня Мехія, 29 років. Зґвалтована і задушена у власній квартирі в Тейлорсвіллі.
- Ненароджена дитина Соні Мехії. Смерть ненародженої дитини та вбивство Соні Мехії вважається подвійним вбивством.
- Даміана Кастільйо Рамірес, 57 років. Була задушена у своїй квартирі у Вест-Веллі-Сіті.

## Розслідування
У 2006 році до поліції звернувся свідок, який бачив, як Соня Мехія спілкувалася у дверях із невідомою людиною. Чоловік ударив жертву і вштовхнув її у квартиру. Ґрунтуючись на словах свідка, детективи припустили, що вбивця молодий (близько 20 років) латиноамериканець із коротким темним волоссям. Приблизний зріст злочинця — 160—165 см та приблизна вага — 61-68 кг. На місці злочину було виявлено пляшку коли та пакет чіпсів, які, за словами свідка, вбивця приніс із собою. Було взято зразки ДНК .
У 2009 році було проведено порівняльний аналіз ДНК, який пов'язав нерозкриті вбивства Соні Мехії та Даміани Кастільо Рамірес. Виникло припущення, що орудує серійний вбивця. 9 лютого 2009 року поліція штату працювала у посиленому режимі, проте вбивця так і не був спійманий .
У 2011 році розслідування справи зайшло в глухий кут і було класифіковано як нерозкрите (англ. cold case). Зразки ДНК злочинця зберігаються у національній базі даних. Вбивця проходить під умовним ім'ям Джон Доу. Прокуратура подала документи до суду, звинувачуючи Джона Доу у вбивствах, пограбуванні, крадіжці зі зломом та сексуальним насильством . У листопаді 2018 року американські детективи, які розслідували справи про вбивства, отримали повідомлення про збіг відбитків пальців, що їх цікавлять, з, на той момент, 41-річним Хуаном Антоніо Арреола Мурільйо (англ. Juan Antonio Arreola-Murrillo), затриманим у Мексиці за крадіжку. 6 січня 2022 року його було депортовано до Юти та заарештовано.
З 2022 року відбуває покарання у виправній колонії штату Юта.